# Asante Akim North
Asante Akim North – dystrykt zlokalizowany we wschodniej części regionu Ashanti w Ghanie, leży między szerokością geograficzną 06° 30' N i 07° 30' N oraz długością geograficzną 00° 15' W i 10° 20' W, powierzchnia wynosi 1,160 km² z szacowaną na 142,434 populacją w roku 2006. Jego stolicą jest bliźniacze miasto Konongo-Odumase.

## Topografia
Powstał z podziału dawnego dystryktu Asante Akim w roku 1988 wskutek procesu decentralizacji kraju. Dystrykt graniczy na północy z dystryktem Sekyere East, na wschodzie z Kwahu South, z Asante Akim South na południu i Ejisu-Juaben na zachodzie.
Dystrykt podzielony jest na pięć sub-dystryktów: Konongo Odumasi, Agogo, Juansa, Dwease Praaso i Amanteman.
Główne miasta: Ptriensa, Domeabra, Juansa, Dwease, Praaso, Hwdiem, Kyekyebiase.

## Szkolnictwo i edukacja
Dystrykt posiada zarówno szkoły podstawowe jak i ponadpodstawowe, liczba przedszkoli w roku 2004 wynosiła 90, a w 2006 już 99.

## Przemysł i gospodarka
Działalność przemysłowa jest na niskim poziomie spowodowanym brakiem maszyn do przetwarzania oraz możliwości magazynowych do sprostania wymaganiom sektora rolnego. W wyniku tego rolnicy sami rozporządzają swoimi produktami rolnymi, sprzedając je po bardzo niskich cenach. Jest jednak kilku prywatnych przedsiębiorców zaangażowanych w przetwórstwie drewna oraz produkujących batik i wytwarzających garri.

## Lecznictwo i służba zdrowia
W dystrykcie jest 12 zdolnych do działania obiektów służby zdrowia obsługujących 154,574 osób. 7 z nich to zakłady publiczne, a 5 prywatne.
Dystrykt ma też pewną ilość tradycyjnych ośrodków (zielarze i spirytyści), które nie są dobrze zorganizowane, jednak są upoważnione przez Zgromadzenie Dystryktu do praktykowania i płacą niezbędne podatki. Mają prawo leczyć wrzody i choroby związane z ciążą, czyraki, ropnie piersi i zaburzenia psychiczne.